# NGC 747
NGC 747 este o galaxie spirală situată în constelația Balena. A fost descoperită în 1886 de către Francis Leavenworth. Se află la o distanță de 89,95 de megaparseci de Pământ.